# نجم‌الدین صادق‌اف
نجم‌الدین صادق‌اف (ترکی آذربایجانی: Nəcməddin Hüseyn oğlu Sadıkov؛ زادهٔ ۲۴ مهٔ ۱۹۵۶) سیاست‌مدار لزگی تبار اهل جمهوری آذربایجان است.
وی همچنین برندهٔ جوایزی همچون نشان پرچم آذربایجان شده‌است.